# Збірна Ямайки з хокею із шайбою
Збірна Ямайки з хокею із шайбою — національна чоловіча збірна команда Ямайки, яка представляє країну на міжнародних змаганнях з хокею. Функціонування команди забезпечується Федерацією хокею Ямайки, яка є асоційованим членом ІІХФ. Це перша країна з Карибського регіону яка почала розвивати хокей, а для того щоб стати асоційованим членом на Ямайці побудували ковзанку та прийняли програму розвитку хокею.
У Ямайці задіяли скаутів з Канади, щоб сформувати збірну з хокею, яка змогла конкурувати у Зимовій Олімпіаді. Ямайка була звинувачена у спробі переманювання канадських гравців. Зрештою колишній гравець НХЛ Грем Тауншенд став консультантом у розбудові національної збірної.